# Scymnus notescens
Scymnus notescens är en skalbaggsart som först beskrevs av Blackburn 1889.  Scymnus notescens ingår i släktet Scymnus och familjen nyckelpigor. Inga underarter finns listade i Catalogue of Life.